# Син (буква арабского алфавита)
Син (араб. سين‎ ['siːn]) — двенадцатая буква арабского алфавита. Используется для обозначения звука «с». Син — солнечная буква.

## Соединение
Стоящая в конце слова Син пишется, как ـس; в середине как ـسـ и в начале слова — سـ.

## Абджадия
Букве соответствует число 60.

## Произношение
Звук «с» выходит с самого кончика языка. Произносится он мягче, чем русская «с». Именно напряженность и поднятие корня языка к верхнему нёбу отличает твердый звук «С» от мягкого «С». Хотя оба они образуются в одном месте.
Ученые науки орфоэпия сравнивают этот звук со свистом саранчи.